# Kulcsár Edit Ágota
Kulcsár Edit Ágota (Szatmárnémeti, 1963. január 3. –) erdélyi magyar dramaturg, kulturális menedzser, jelenleg a budapesti Nemzeti Színház dramaturgja, a Magyar Játékszíni Társaság (a határon túli magyar színházak egyesülete) elnökségi tagja, ügyvezető főtitkára.

## Életpálya[1][2][3]
Szülővárosában, a Kölcsey Ferenc Főgimnáziumban 1981-ben érettségizett, majd a Temesvári Politechnikai Egyetem Építőmérnöki Karán tanult tovább, civil- és ipari építészet szakon, ahol 1986-ban szerzett mérnöki diplomát. 1986 és 1989 között a Maroshévízi Ipari Építő Vállalat gyakornok mérnöke volt. Egyetemi tanulmányai alatt kezdett aktívan foglalkozni színjátszással: tanulmányai alatt tagja a Temesvári Thália Egyetemi Diákszínjátszó Csoportnak. 
1986-tól 1989-ig a Figura Stúdió Színház színészeként is dolgozott (a színház az úgynevezett „ősfigurások” között tartja számon). 1990 és 1992 között a szatmárnémeti Megyei Építészeti Tervezőintézet tervezőmérnökeként dolgozott. 1992 és 1996 között a Babeș–Bolyai Tudományegyetem Színházi Tanszékén tanult, ahol 1996-ban szerzett diplomát, dramaturgia szakon. 
1992 és 2007 között a Szatmárnémeti Északi Színház Harag György Társulatának irodalmi titkára és dramaturgja. Időközben (2000-ben) kulturális menedzseri képesítést is szerzett az Eötvös Loránd Tudományegyetemen. 2003–2004-ben a budapesti Országos Színháztörténeti Múzeum és Intézet Kortárs Dráma Csoportjában a határon túli magyar színházak referense volt. Miután rövid ideig szabadúszóként dolgozott, 2007 márciusától a debreceni Csokonai Nemzeti Színház pályázati felelőse, majd 2008 januárjától 2012 decemberéig művészeti főtitkára volt.
2012 óta a Nemzeti Színház dramaturgja. Állandó színházi tevékenysége mellett folyamatosan vállal más kulturális menedzseri és szervezői feladatokat, és lelkes támogatója műkedvelő színjátszó törekvéseknek is, elsősorban Szatmár és Szilágy megyében (többek között a szilágycsehi diákszínjátszó mozgalomból kinőtt Partiumi Diákszínjátszó Fesztivál létrejötténél is bábáskodott).

## Színházi tevékenysége

### Dramaturgiai munkái a Szatmárnémeti Északi Színház Harag György Társulatánál
- Baum-Tamássy: Óz, a nagy varázsló (r. Márk Nagy Ágota)
- Sartre: Zárt tárgyalás (r. Márk Nagy Ágota)
- Novák-Tamkó: A mesélő kert (r. Márk Nagy Ágota)
- Ende: A pokoli puncs-pancs (r. Márk Nagy Ágota)
- Molière: Scapin furfangjai (r. Pinte Gavril)
- Egressy Zoltán: Sóska, sültkrumpli (r. Tóth Páll Miklós)
- Szomory: Györgyike, drága gyermek (r. Lendvai Zoltán)
- Filippo: Belső hangok (r. Alexandre Colpacci)
- Déry Tibor: Képzelt riport egy amerikai popfesztiválról (r. Horányi László)
- Háy János: A Senák (r. Lendvai Zoltán)

### Dramaturgiai munkái más színházaknál
- Drizc: Dundo Maroje (Temesvári Csiky Gergely Színház, r. Kövesdy István)
- Kiss Csaba: A dög (Kecskeméti Katona József Nemzeti Színház, r. Pinczés István)
- Tamási Áron: Vitéz lélek (Gyulai Várszínház, r. Eperjes Károly)
- Molnár Ferenc: Olympia (Csokonai Nemzeti Színház, r. Mispál Attila)
- Parti Nagy Lajos: Boldogult úrfikoromban (Csokonai Színház, r. Cserhalmi György)

### A rendező munkatársa
- Franz Xaver Kroetz: Felső–Ausztria (r. Márk Nagy Ágota)

### Szerepei (a Figura Kísérleti Színháznál)
- Rozamunda királyné (Jarry: Übü király, r. Bocsárdi László)
- Menyasszony (Lorca: Vérnász)

### Előadóestje
- Zuhanások (Hervay Gizella és Szilágyi Domokos verseiből)

## Kulturális menedzsment
- 2005–2007 között a MOL Rt. „Guruló Színház” programjának szakmai tanácsadója
- 2001 decemberében Budapesten megválasztották a Magyar Játékszíni Társaság (a határon túli magyar színházak egyesülete) elnökségi tagjának és ügyvezető főtitkárának. Azóta szervezi a tagság számára a szakmai programokat, konferenciákat, jótékonysági gálaesteket.
- 2000 szeptemberében a Budapesti Nemzetközi Vásáron szervezett „Magyar világ 2000" rendezvény határon túli magyar kulturális programjainak szervezője.
- 2000-ben producere az első erdélyi szabadtéri nyári színházi produkciónak Csíkszeredában majd 2001-ben Szatmár megyében szervez nyári színházi bemutatót és turnét.
- 1999–2003 – a szatmárnémeti CREST Nonprofit Forrásközpont kulturális tanácsadója.
- 1997-től – a szatmárnémeti Proscenium Alapítvány alapító tagja, majd alelnöke, titkára.
- 1995-ben – Megszervezte az első erdélyi kortárs magyar drámaműhelyt, a Nyílt Fórumot Szatmárnémetiben.
- 1990-től – a fehérgyarmati Hármashatár Irodalmi Társaság alapító tagja.
- 1990-ben a szatmárnémeti MADISZ alapító tagja és az RMDSZ munkatársa, közéleti és kulturális események szervezője.

## Díjai és kitüntetései
- Hevesi Sándor-díj (2019)[4]